# Lubbock Challenger 2007
Il Lubbock Challenger 2007 è stato un torneo di tennis facente parte della categoria ATP Challenger Series nell'ambito dell'ATP Challenger Series 2007. Il torneo si è giocato a Lubbock negli Stati Uniti dal 17 al 23 settembre 2007 su campi in cemento.

## Vincitori

### Singolare
Robert Smeets ha battuto in finale  Dušan Vemić con il punteggio di 6–3, 7–6(7)

### Doppio
Alex Kuznetsov /  Ryan Sweeting hanno battuto in finale  Rik De Voest /  Bobby Reynolds con il punteggio di 6–3, 6–2